# 蓮華池
蓮華池，是台灣南投縣魚池鄉的一個傳統地域名稱，位於該鄉西北部。相較於今日行政區，其範圍大致為五城村北部。

## 歷史
台灣清治末期至日治初期，蓮華池地區為一街庄，稱為「蓮華池庄」，隸屬於五城堡。該庄北與挑米坑庄為鄰，東與大雁庄、山楂腳庄為鄰，南邊為茅埔庄，西邊為北山坑庄。
1901年（日治明治三十四年）11月，全台廢縣廳改設二十廳，該庄隸屬於南投廳。1903年（明治三十六年）6月，該庄編入「五城區」，隸屬於南投廳。1909年（明治四十二年）10月，合併二十廳為十二廳，五城區仍隸屬於南投廳。1920年（大正九年），全台地方制度大改正，廢十二廳改設五州二廳，該庄改制為「蓮華池」大字，隸屬於臺中州新高郡魚池庄。
戰後魚池庄改制為魚池鄉，隸屬於臺中縣，大字亦改制為村。1950年10月，中、彰、投分治，魚池鄉改隸屬南投縣。

## 聚落
本地區發展較早的聚落有蓮華池、火焙坑等，在日治期初期的官方地圖上已有記載。此外，本地區尚有三角崙聚落。

## 交通
鄉道投64線是五城至桃米坑的道路，大致以南向北由蓮華池地區南部邊界入境後，轉北北西蜿蜒而行，經鄉道投66線起點路口後，轉北再轉東北再轉東南東蜿蜒而行，其後於本地區東北角轉東北東出境。由該道路向南前可往茅埔並止於縣道131號路口；向東北東可前往挑米坑並止於省道台21線路口。
鄉道投66線是洽坑至槌仔寮的道路，其西側端點位於本地區中部偏西的鄉道投64線路口。由此向北北北東轉東南再轉東北蜿蜓而行，出境後可前往大雁西南部、山楂腳的槌仔寮並止於縣道131號路口。